# Sala radiologica

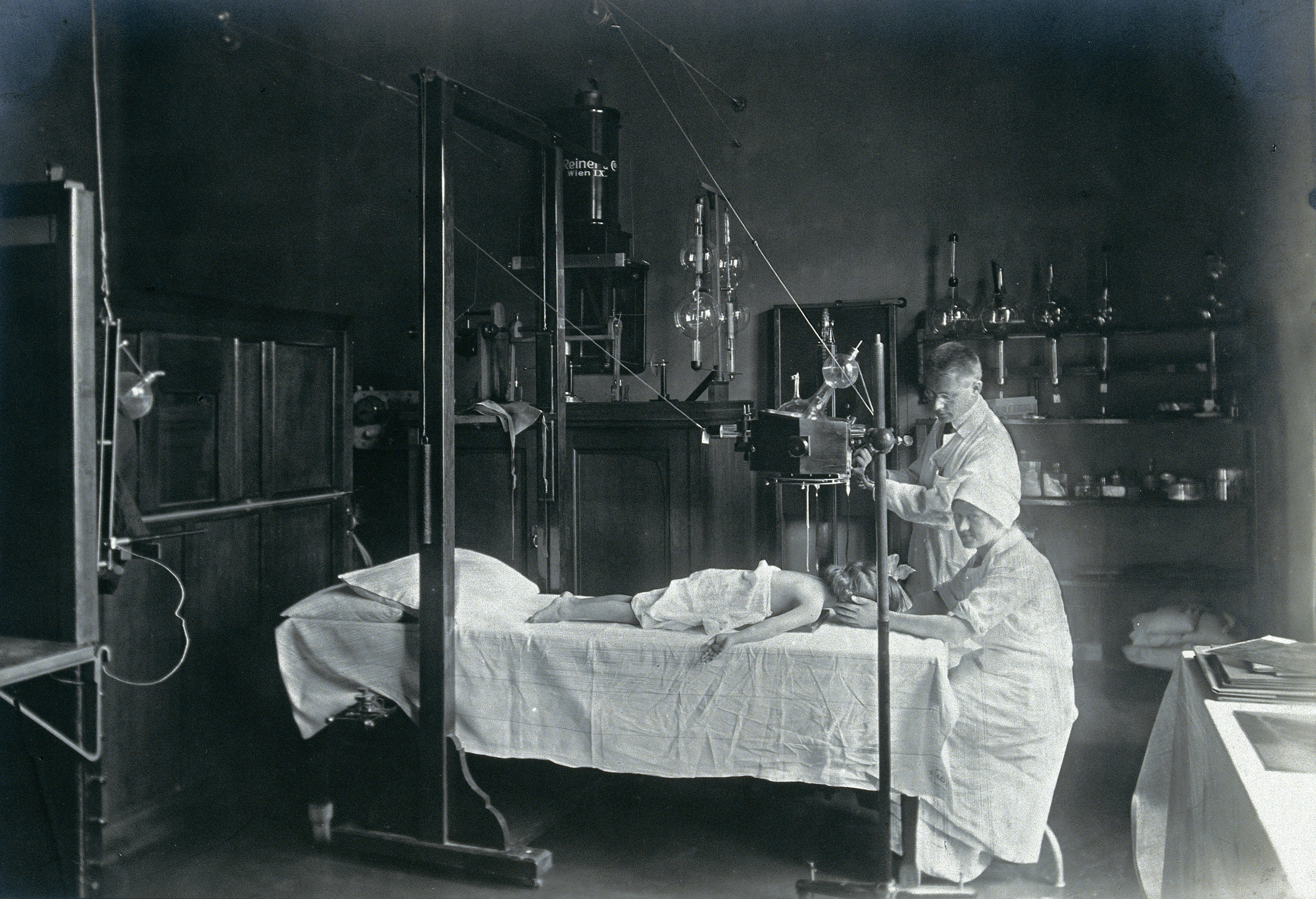
Camera radiologica dell'ospedale infantile della clinica universitaria di Vienna (anno 1921)

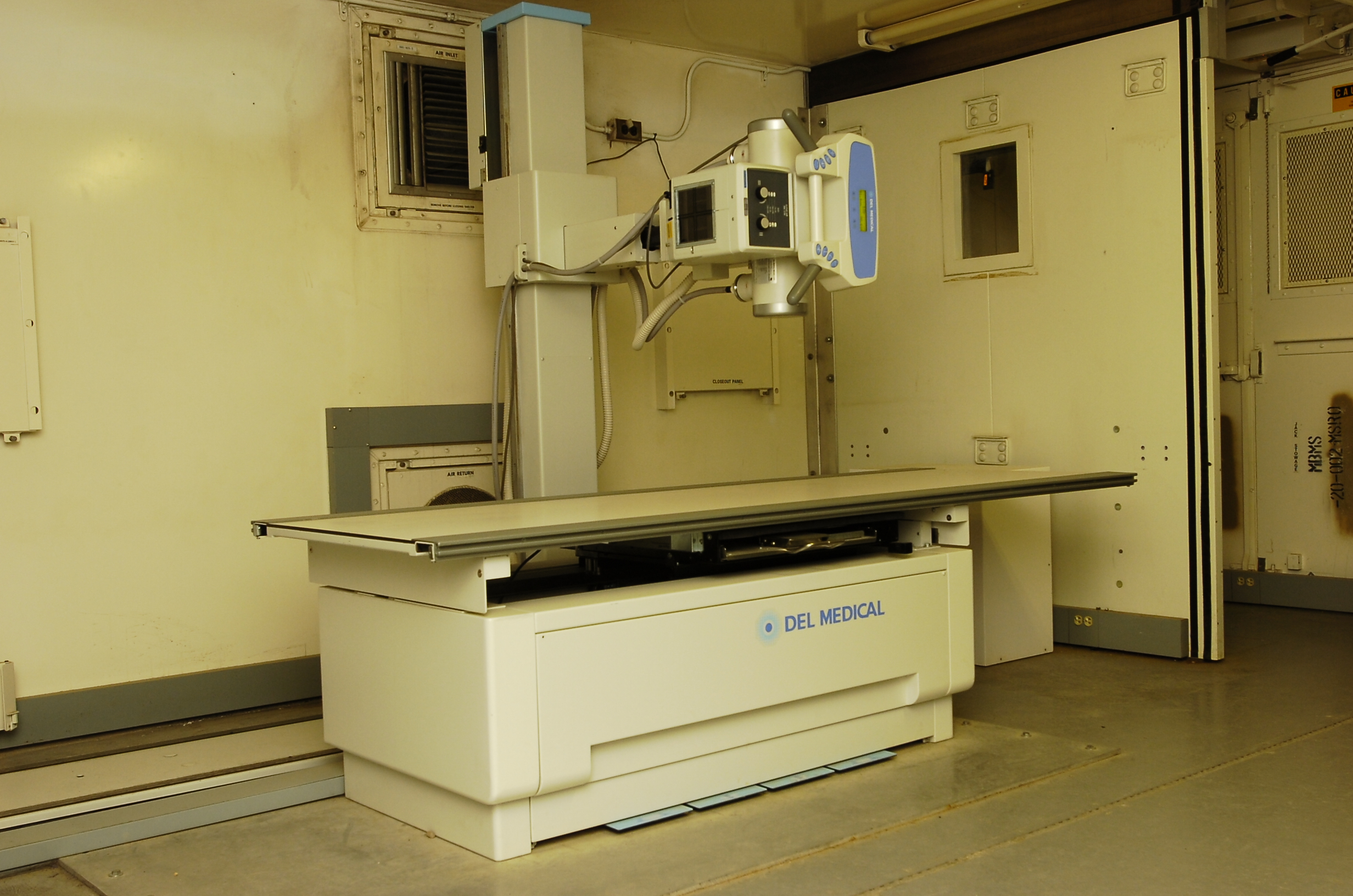
La sala radiologica del campo di prigionia di Guantánamo (anno 2007)

Una sala radiologica è una stanza attrezzata in modo da potervi effettuare una radiografia.

## Descrizione
Una sala moderna attrezzata per la radiografia digitale è composta dai seguenti elementi:
- generatore di raggi x,
- tubo di raggi x,
- sistema d'immagine,
- sistema di posizionamento paziente.

In un locale attiguo o comunque dietro un efficace sistema di schermatura si trova in genere il pannello di controllo, dalla quale l'operatore controlla la strumentazione presente nella sala al riparo della radiazione.
Alla sala radiologica propriamente detta sono inoltre spesso annessi uno spogliatoio e un locale per la ricezione e l'attesa dei pazienti. 

### Misure di protezione
Le sale radiologiche sono in genere incluse tra le zone controllate e dotate dell'apposita segnaletica, di dispositivi per evitare accessi casuali o incontrollati e di segnalazioni (spesso sia ottiche che acustiche) che indichino quando le apparecchiature radiologiche sono in funzione. Questo al fine che gli operatori ed eventuali accompagnatori del paziente vengano esposti inutilmente alle radiazioni.